# World Mind Sports Games
De World Mind Sports Games (WMSG) was een om de vier jaar gehouden denksportevenement dat in 2008 opgestart is door de International Mind Sports Association. Op het programma stonden de volgende denksporten: bridge, dammen, go, schaken en xiangqi.
De World Mind Sports Games 2008 vonden plaats van 3 t/m 18 oktober 2008 in Beijing. De World Mind Sports Games 2012 vonden plaats van 9 t/m 23 augustus 2012 in Lille. Voor 2016 was er een programma in Rio de Janeiro gepland, maar die editie werd verplaatst en uiteindelijk afgelast.

## Nederlandse medailles
2008
- Tanja Chub (dammen internationaal, vrouwen)

2012
- Roel Boomstra (dammen rapid, mannen)
- Nina Hoekman (dammen rapid, vrouwen)
- Nederlands team (dammen blitz, vrouwen)
- Nina Hoekman (dammen internationaal, dames)
- Nederlands team (dammen rapid, mannen)
- Roel Boomstra (dammen internationaal, mannen)
- Nederlands team (dammen rapid, vrouwen)
- Roel Boomstra (dammen blitz, mannen)
- Nederlands team (dammen blitz, mannen)